# Temperatură
Temperatura este o mărime fizică a unui sistem termodinamic care exprimă prin valori numerice diferite proprietatea de mai cald sau mai rece a sistemului respectiv. Astfel, la o temperatură mai ridicată este mai cald, iar la una mai joasă, mai rece. Temperatura este un parametru care caracterizează viteza medie cu care se mișcă atomii ce alcătuiesc o substanță. În cazul încălzirii unui corp viteza poate crește până la o anumită limită. La o temperatură extrem de scăzută, numită zero absolut, atomii și moleculele și-ar înceta mișcarea complet, dar atingerea acestei stări nu este posibilă prin mijloace termodinamice. 
Temperatura este un parametru de stare fundamental care caracterizează starea termică a unui corp, mai exact, starea de echilibru termodinamic. Condițiile stării de echilibru termodinamic sunt exprimate prin cele două postulate ale termodinamicii:
- Primul postulat, denumit și principiul general al termodinamicii, se referă la faptul că un sistem izolat ajunge totdeauna, după un interval de timp, în starea de echilibru termodinamic și nu poate ieși, singur, de la sine, din această stare: Conform acestui postulat, dacă un sistem izolat este scos din starea de echilibru termodinamic, el va reveni la condițiile stării de echilibru după un interval de timp, numit timp de relaxare.
- Al doilea postulat, numit și principiul zero al termodinamicii, precizează proprietățile sistemului aflat în stare de echilibru termodinamic, prin două formulări echivalente: 
  - Orice mărime de stare a unui sistem aflat în condiții de echilibru termodinamic poate fi determinată în funcție de parametrii de stare externi (variabilele de poziție) ai sistemului și de o mărime ce caracterizează starea interioară a sistemului, numită temperatură
  - Două sisteme termodinamice aflate în echilibru termic cu un al treilea sistem, se găsesc în echilibru termic între ele.

## Definiții

### Pe baza principiului zero
O bază pentru definirea temperaturii poate fi obținută din principiul zero al termodinamicii, care prevede că dacă două sisteme, A și B, sunt în echilibru termic, și un al treilea sistem C este în echilibru termic cu sistemul A atunci sistemele B și C vor fi, de asemenea, în echilibru termic. Acesta este un fapt empiric, pe baza observării, și nu a teoriei. Deoarece A, B, și C sunt în echilibru termic, este rezonabil să spunem că fiecare dintre aceste sisteme partajează o valoare comună a unor proprietăți. Numim această proprietate temperatură.

### Pe baza celui de al doilea principiu
Este de asemenea posibil să se definească temperatura pe baza celui de al doilea principiu al termodinamicii, care se ocupă cu entropia. Entropia este o măsură a dezordinii într-un sistem. Al doilea principiu prevede că orice proces va duce la o schimbare sau o creștere netă a entropiei universului. Acest lucru poate fi înțeles în termeni de probabilitate. Luați în considerare o serie de aruncări de monede. Un sistem perfect ordonat ar fi unul în care fiecare ban va cădea fie ban fie marcă. Pentru orice număr de aruncări de monede, există doar o singură combinație de rezultate corespunzătoare acestei situații. Pe de altă parte, există mai multe combinații care pot duce la sisteme dezordonate sau mixte, unde unele monezi sunt ban și altele sunt marcă. Pe măsură ce numărul de monede aruncate crește, numărul de combinații corespunzătoare sistemului imperfect crește. Pentru un număr foarte mare de aruncări de monede, numărul de combinații corespunzătoare de ~ 50% ban și ~ 50% marcă domină, și obținerea unui rezultat semnificativ diferit de cel de 50/50 devine extrem de improbabil. Astfel, sistemul progresează în mod natural la o stare de dezordine sau entropie maximă.

## Temperatura empirică
Experimental se constată că dacă două sisteme termodinamice A și B sunt puse în contact termic (între ele este posibil un schimb de căldură) atunci sistemele ori rămân mai departe în starea de echilibru termodinamic inițial, ori stările de echilibru ale sistemelor sunt perturbate, iar după un anumit timp, în urma schimbului de căldură, se stabilește o altă stare de echilibru termodinamic pentru sistemele A și B. Dacă punem apoi sistemul compus (A+B) în contact termic cu un al treilea sistem C, fie că echilibrul stabilit între sistemele A și B nu se modifică, fie că acest echilibru este perturbat și după un anumit timp toate cele trei sisteme trec într-o nouă stare de echilibru termodinamic. Astfel este pusă în evidență proprietatea de tranzitivitate a echilibrului termodinamic. Starea de echilibru termodinamic a unui sistem este determinată de parametrii externi și de o mărime θ numită temperatură empirică, ce caracterizează starea internă a sistemului. Se spune ca temperatura este un parametru de stare al sistemului. Temperatura este o mărime scalară.
Temperatura empirică la echilibru este aceeași pentru toate sistemele aflate în contact termic și rămâne neschimbată după întreruperea contactului termic. Proprietatea de tranzitivitate a echilibrului termic permite compararea valorilor parametrului θ pentru diferite sisteme folosind un alt corp ca intermediar. Prin urmare, dacă două sisteme puse în contact nu-și schimbă stările termodinamice inițiale, cele două sisteme sunt caracterizate de aceeași temperatură empirică θ, iar dacă stările inițiale se schimbă, atunci cele două corpuri au temperaturi empirice diferite.

## Unități de măsură
| Convertire din | în         | Formulă                      |
| -------------- | ---------- | ---------------------------- |
| Celsius        | Fahrenheit | °F = °C × 1,8 + 32           |
| Fahrenheit     | Celsius    | °C = (°F – 32) / 1,8         |
| Celsius        | kelvin     | K = °C + 273,15              |
| kelvin         | Celsius    | °C = K – 273,15              |
| Fahrenheit     | kelvin     | K = (°F - 32) / 1,8 + 273,15 |
| kelvin         | Fahrenheit | °F = 1,8 × K – 459,67        |

Unitatea de măsură în Sistemul Internațional (SI) este kelvinul (K). 
Temperatura 0 K este cea numită zero absolut și este punctul în care moleculele și atomii au cea mai mică energie termică. De obicei se folosesc două scări de temperatură, scara Celsius, cu precădere în țările europene și scara Fahrenheit, în Statele Unite. Acestea se definesc cu ajutorul scării Kelvin care constituie scara fundamentală a temperaturilor în știință și tehnică.
Un grad Celsius reprezintă a 1/273,16-a parte din intervalul cuprins între punctul triplu al apei (0,01 °C) și punctul de zero absolut (-273,15 °C), la presiune normală.

## Exemple de temperaturi în kelvini
| Reacție termonucleară cu carbon           | 5 × 108        |
| Reacție termonucleară cu heliu            | 108            |
| Soare în interior                         | 107            |
| Coroana solară                            | 106            |
| Nebuloase vizibile                        | 104            |
| Suprafața Soarelui                        | 6× 103         |
| Punctul de topire al wolframului          | 3,6 × 103      |
| Punctul de topire al plumbului            | 6 × 102        |
| Punctul de înghețare al apei              | 2,7 × 102      |
| Punctul de fierbere al oxigenului (1 atm) | 9 × 10         |
| Punctul de fierbere al hidrogenului       | (1 atm) 2 × 10 |
| Punctul de fierbere al heliului           | (1 atm) 4,2    |

## Terminologie legată de temperatură
| Termen                                              | Definiție |
| --------------------------------------------------- | --- |
| Sistem macroscopic                                  | Porțiune din spațiu mărginită de o suprafață bine definită, reală sau convențională, compusă din corpuri aflate în interdependență |
| Fază                                                | Orice parte omogenă a unui sistem macroscopic |
| Transformare de fază                                | Trecerea unui sistem termodinamic dintr-o fază în alta prin modificarea stării sale |
| Temperatură termodinamică                           | Mărime fizică cu caracter universal, care exprimă starea mișcării interne a unui sistem termodinamic |
| Temperatură Celsius                                 | Diferența dintre temperatura termodinamică T și temperatura termodinamică T0 (prin convenție T0 = 273,15 K) |
| Diferență de temperaturi                            | Diferența dintre două valori ale temperaturii unui sistem |
| Scară de temperatură                                | Ansamblu de valori ale temperaturii, stabilite prin prescripții tehnice și acceptate prin convenție |
| Scară termodinamică de temperatură                  | Scară de temperatură bazată pe principiul al doilea al termodinamicii, definită de relația: {\displaystyle {\frac {Q_{1}}{Q_{2}}}={\frac {T_{1}}{T_{2}}}} în care Q1 și Q2 sunt cantități de căldură schimbate de un sistem termodinamic cu două surse de căldură aflate la temperaturi T1 și T2 † |
| Scară internațională practică de temperatură (SIPT) | Scară de temperatură bazată pe o serie de puncte fixe de solidificare și fierbere ale unor substanțe pure și pe utilizarea unor mijloace de măsurare și a unor formule de interpolare definite |
| Puncte fixe de definire                             | valori constante și reproductibile ale temperaturii termodinamice corespunzătoare echilibrului dintre diferite faze |
| Câmp de temperaturi                                 | Totalitatea valorilor temperaturii într-un întreg spațiu, considerat la un moment de timp oarecare |
| Punct triplu                                        | Punctul caracteristic corespunzător stării termodinamice în care un sistem macroscopic se poate găsi simultan în echilibru, în fază solidă, lichidă și gazoasă |
| Suprafață izotermă                                  | Suprafața definită prin totalitatea punctelor din spațiu care au o anumită temperatură la un moment dat |

† Definiția se referă la situația în care capacitatea termică a sistemului nu variază cu temperatura, de exemplu în cazul gazului perfect.